# Nadanova, Mehedinți
Nadanova este un sat în comuna Isverna din județul Mehedinți, Oltenia, România.